# ماگدالنا واژخا
ماگدالنا واژخا (لهستانی: Magdalena Warzecha؛ زادهٔ ۲۸ ژانویه ۱۹۷۰) بازیگر اهل لهستان است.
از فیلم‌ها یا مجموعه‌های تلویزیونی که وی در آن‌ها نقش داشته‌است، می‌توان به با آتش و شمشیر، یک امر زنانه، یک قلب گرم، پدر متیو، جادوگر، در خوشی و سختی، قضاوت درباره فراچیشکا کووسا، راز ساگال، هفته مقدس و بازگشته اشاره نمود.